# Lodovico Vistarini
Lodovico Vistarini (Lodi, 1491 – Milano, maggio 1556) è stato un condottiero italiano cinquecentesco che ha combattuto principalmente nel territorio milanese.

## Biografia
Nasce probabilmente nel 1491 a Lodi e si schiera fin da subito al fianco dei ghibellini. Nel giugno del 1513 raduna a Lodi diversi soldati per contrastare le scorrerie dei guelfi veneziani comandati Renzo di Ceri e l'anno successivo offre aiuto ai ghibellini di Piacenza. Nel 1516, alla fine di marzo, entra Lodi con i ghibellini, ma ad aprile i guelfi lodigiani sono soccorsi dai guelfi della compagnia di Gian Giacomo Trivulzio e uccidono trenta ghibellini, così Ludovico Vistarini viene scacciato dalla città ed esiliato si reca a Roma dove milita nelle compagnie di Prospero Colonna. Nella città vince il duello con Marino da Norcia e Boscio Sforza, che rimangono uccisi. Nel 1522 torna in Lombardia per combattere la battaglia della Bicocca ed è inviato da Fernando Francesco d'Avalos a Lodi per controllare i movimenti dei francesi e qui entra al servizio di Francesco II Sforza per poi passare sotto il comando del Sacro Romano Impero nel 1526 e conquistando Castellone al comando di 170 soldati. Ritornato a Lodi progetta la ribellione contro il crudele Fabrizio Maramaldo ritirandosi nel suo podere di Cavenago d'Adda, ma i veneziani conquistano prima la città cacciando il Maramaldo, il Vistarini quindi si incontra a Cavriago con il provveditore generale Piero Pesaro lodandolo e ritorna a Lodi. A luglio per la liberazione di Francesco II Sforza, il Vistarini si allea con i veneziani, ma un suo attacco a Porta Romana viene respinto dagli imperiali con il quale intraprende diverse battaglie.
Nel settembre del 1527 viene nominato governatore di Alessandria al posto di Annibale Picenardi difendendola più volte dagli attacchi imperiali fino all'ottobre del 1530 con la conclusione della guerra.
Nel marzo del 1531 entra a Como e qui viene nominato governatore della città e inizia quindi il contrasto con Gian Giacomo Medici, detto il Medeghino. Assunto il comando delle forze ducali sia di terra sia d'acqua, inizia a risalire le coste del lago di Como impadronendosi della rocca di Nesso e di quella di Menaggio corrompendo i difensori. Il Vistarini mette a punto una flotta di ventotto imbarcazioni e occupa Bellagio, ma il Medeghino lo accerchia a Cadenabbia e vince, le truppe sconfitte sono obbligate a rifugiarsi a Gravedona dove si trova un forte contingente dei Grigioni. Nonostante la sconfitta prova a rinchiudere il Medici nel golfo di Lecco e assedia a Lecco il Medici, Gabriele Serbelloni e Niccolò Pelliccione. A seguito della cattura di Alessandro Gonzaga viene nominato capitano generale e conquista Castello nei pressi di Lecco e la notte di Natale subisce un attacco da Gian Giacomo dei Medici che però viene respinto. Nel gennaio del 1532 mentre continua l'assedio a Lecco riesce a conquistare con l'aiuto di Girolamo Marinoni il ponte sull'Adda perso da Alessandro Gonzaga, inoltre grazie alle sue macchine da guerra posizionate ad Abbadia uccide diversi soldati del Medeghino tra i quali un suo fratello, Gabriele Medici colpito a un ginocchio.
Nel 1535 con la morte del duca di Milano il Vistarini ritorna a combattere per gli imperiali alle dipendenze di Antonio di Leyva che gli assegna uno stipendio di 300 lire al mese e in questo periodo aumenta la sua fama tanto che nell'agosto del 1542 accoglie l'imperatore Carlo V nel suo palazzo di Lodi. Nel 1542 però viene incarcerato per un anno nel Castello Sforzesco di Milano su ordine del marchese di Vasto dato che Sigismondo Pandolfo Malatesta lo accusava di volersi trasferire agli stipendi dei francesi. Con il rilascio deve fornire una fideiussione di 50000 scudi con la quale garantisce di non tradire. Nel 1543 è nominato governatore di Asti conquistando Carmagnola e Carignano. Nel 1551 combatte le truppe di Ottavio Farnese nella guerra di Parma e Ferrante Gonzaga gli affida l'incarico di custodire i passi dell'Adda per impedire che gli svizzeri vengano in aiuto dei francesi e viene nominato governatore di Soncino e della Gera d'Adda. Nella primavera del 1552 assedia Alba con Cesare da Napoli e ad agosto viene nominato governatore di Alba. Nel 1553 sbarca in Corsica con il doge genovese Agostino Spinola e s'impossessa di un monastero che utilizza come base logistica per assediare San Fiorenzo che capitola nel 1554. Nel settembre del 1555 diventa governatore di Lodi, ma nel maggio del 1556 ammalatosi, muore a Milano nella casa del cardinale Alessandro Crivelli. È sepolto a Lodi nella Chiesa di San Lorenzo. I funerali si svolgono nella cattedrale. Nel 1910 la sua città natale gli intitolò una strada del centro cittadino, in precedenza nota come "via Quartieri".

### Il duello con Sigismondo Malatesta
Il 16 luglio 1526 Sigismondo Malatesta, che militava per conto degli imperiali e si trovava in quel momento a Milano, sfidò a duello il Vistarini, accusandolo di essere un traditore per aver consegnato la città di Lodi ai veneziani; lasciò all'avversario la possibilità di scegliere armi e campo. Il Vistarini, volendosi difendere dall'accusa, accettò la sfida rispondendo che le sue decisioni erano state dettate dalla fedeltà al duca di Milano, per il bene dell'Italia e per le tante violenze compiute dai soldati imperiali.
Il 14 agosto Francesco Maria Della Rovere, capitano generale dell'esercito veneziano, decise che il duello si sarebbe tenuto l'indomani presso l'accampamento di Lambrate e sarebbe durato sino al tramonto.
La mattina del 15 agosto si approntò il luogo del duello. Si trattava di un grande campo quadrato poco fuori dall'accampamento veneziano, circondato da uno steccato. Dietro di esso erano schierati gli archibugieri quindi gli alabardieri svizzeri e infine il resto dell'esercito con la cavalleria leggera disposta nei corridoi tra le compagnie di fanteria. Sigismondo Malatesta uscì da Milano accompagnato da una dozzina di nobili italiani, tra cui spiccavano Roberto Ambrogio Sanseverino e Luigi Gonzaga, da un seguito di circa 150 cavalieri e paggi da 50 soldati appiedati conducenti 50 corsieri turchi. Il Vistarini si presentò con molta meno pompa, accompagnato da Ludovico Guerrieri Gonzaga, Benedetto da Mondolfo e pochi altri. I due sfidanti passarono diverse ore a preparare armi, armatura e cavalcatura. Si presentarono al campo protetti da un'armatura a piastre priva della borgognotta, con lo stocco sguainato e armati mazza ferrata, in sella ai rispettivi corsieri. Verso le cinque del pomeriggio il duello ebbe finalmente inizio allo squillare di una tromba.
Il Malatesta e il Vistarini mossero molte volte l'uno contro l'altro scambiandosi diverse stoccate, nessuna delle quali fu in grado di penetrare le armature tuttavia il cavallo del Vistarini fu ferito seriamente al petto. Alla fine lo stocco del Malatesta si incastrò nell'armatura del Vistarini e la sua punta si torse rendendolo inutilizzabile, al che lo gettò via impugnando la mazza. Il duello proseguì finché il Malatesta, durante l'ennesimo incontro tra i cavalli, perse anche la mazza ferrata restando senz'armi, perdipiù gli si ruppe una briglia o gli fu tagliata dalla lama del Vistarini. Ormai in difficoltà, cercò di sottrarre lo stocco all'avversario mentre stava compiendo un affondo ma rimase gravemente ferito alla mano destra. Quasi impossibilitato a combattere, benché ancora in grado di governare il cavallo lievemente ferito alla gola e al ventre con una sola mano, il Malatesta temporeggiò per altre due ore sino al tramonto, restando a distanza e schivando gli assalti dell'avversario. I testimoni diretti riferiscono che durante questa fase del duello i due si scambiarono molte parole. Il duello, che durò circa tre ore, terminò al tramonto (verso le otto di sera) come da regolamento e il Della Rovere proclamò vincitore il Vistarini.